# Calvarieberg van Hendrik van Rijn
De Calvarieberg van Hendrik van Rijn of Kruisiging van Hendrik van Rijn is een van de oudst bewaarde paneelschilderingen uit de Nederlanden. Het werd vervaardigd in 1363 door een tot nog toe onbekende meester in opdracht van Hendrik van Rijn, aartsdiaken van Utrecht. Het werk bevindt zich momenteel in het Koninklijk Museum voor Schone Kunsten Antwerpen, waar het inventarisnummer 519 draagt.

## Context
De Kruisiging van Hendrik van Rijn is een epitaaf, ook wel memorietafel genoemd. Het is afkomstig uit de St. Janskerk in Utrecht en hing boven van Rijns graf.
De schenker en zijn broers onderhielden goede banden met de graaf van Holland die in Den Haag verbleef. Deze was in conflict met de stad Utrecht. Hoewel Van Rijn aartsdiaken in Utrecht was, zwoeren hij en zijn familie in 1345 trouw aan de graaf van Holland. In ruil voor hun bijstand als vazal kregen zij een landgoed en de garantie van bescherming van de leenheer.
Het staat vast dat dit werk in Utrecht vervaardigd werd. Of de kunstenaar daar ook heel zijn leven verbleef, is minder duidelijk. Wellicht was hij een ambulant kunstenaar uit Noord-Frankrijk of de Zuidelijke Nederlanden.
Het is een van de best bewaarde voorbeelden van de pre-eykiaanse schilderkunst uit de Nederlanden, die meestal klein van formaat zijn. Onder meer omdat dit paneel hierop een uitzondering is, heeft het groot belang voor het kunstwetenschappelijk onderzoek.

## Beschrijving
Het Latijnse opschrift kan vertaald worden als:
‘In het jaar des Heren 1363, op de dag voor (het feest van) St. Bonifatius en zijn gezellen, overleed Heer Hendrik van Rijn, dezer kerk proost en aartsdiaken, en van gindse altaar de stichter. Bidt voor hem’.
De kleiner afgebeelde van Rijn richt zijn gebed tot moeder Maria, terwijl Johannes Evangelist hem met een handgebaar aan haar voorstelt. Vervolgens pleit Maria bij haar zoon Jezus voor van Rijns ziel. In de middeleeuwen was het gebruikelijk om heiligen groter af te beelden dan gewone stervelingen. Zij waren namelijk grootser en meer geestelijk verheven dan gewone mensen ooit konden worden.
Het paneel dient als voorbeeld voor vrome en godsvruchtige toeschouwers. Tevens vraagt van Rijn met de zin ‘Bidt voor hem’ aan diezelfde toeschouwers voor hem te bidden. Enkel zo zou zijn tijd in het vagevuur, een kenmerkend middeleeuws christelijk geloofsconcept, verkort worden.
De schilder versierde zijn gouden achtergrond met reliëfstempels. Dit was een veelgebruikte vorm van decoratie in het midden van de late middeleeuwen. Op de vergulde tegels en de koorkap van de aartsdiaken zijn leeuwen afgebeeld. Deze leeuw is tevens terug te vinden op het wapenschild van Van Rijns familie (drie leeuwen) en de graaf van Holland (vier leeuwen). Door de gouden achtergrond met stempels lijkt het werk zich af te spelen in een abstracte, spirituele dimensie.
De zon en maan die te zien zijn in de bovenhoeken, suggereren eveneens een kosmisch karakter. In de zonnecirkel verwerkte de kunstenaar een wiel. Het zeer oude zonnemotief, dat verspreid is over de hele wereld, is gewelfd en heeft negen armen.